# إريك باكنر
إريك باكنر (بالإنجليزية: Eric Buckner)‏ مواليد 26 أبريل 1990 في إهرهاردت، هو لاعب كرة سلة أمريكي. بدأ مسيرته الاحترافية في سنة 2012. يلعب في الدوري التركي لكرة السلة كلاعب وسط. يبلغ طوله 6 قدم 10 بوصة (2.1 م).

## المسيرة الاحترافية
لعب مع أوشاك سبورتيف في الدوري التركي في موسم 2012–2013، ثم لعب مع تورك تيليكوم في موسم 2015–2016، ثم لعب مع نادي أريس لكرة السلة في موسم 2016–2017.

## روابط خارجية
- إريك باكنر على موقع كرة السلة الأوروبية.كوم (الإنجليزية)
- إريك باكنر على موقع كلية كرة السلة في سبورتس رفرنس.كوم (الإنجليزية)
- إريك باكنر على موقع ريلجم (الإنجليزية)
- إريك باكنر على موقع بروبوليرز (الإنجليزية)
- إريك باكنر على موقع سبورتس رفرنس (الإنجليزية)